# 天津医科大学朱宪彝纪念医院
天津医科大学朱宪彝纪念医院，又称天津医科大学代谢病医院、天津代谢病防治中心，位于中华人民共和国天津市北辰区环瑞北路6号。朱宪彝医院的历史最早可以追溯至1959年朱宪彝教授在天津医学院创办的内分泌学科。1998年7月，在天津市和平区同安道66号天津医科大学正式对外开诊，医疗设备由日本政府无偿捐赠。2004年，天津医科大学代谢病医院与天津市内分泌研究所合并。目前，天津医科大学朱宪彝纪念医院，是一所以代谢病为特色的综合性三级甲等大学医院，隶属于天津医科大学，主管部门为天津市教育委员会。

## 历史沿革
1959年，朱宪彝在天津医学院建立临床内分泌研究组，1963年扩建为临床内分泌研究室。1978年，天津市内分泌研究所成立，附设在天津医学院，朱宪彝任首任所长。天津市内分泌研究所的研究方向包括地方性甲状腺肿、地方性克汀病防治和发病机理，地方性氟骨病防治和发病机理，以及甲状腺疾病、代谢性骨病、糖尿病、肥胖病等。
1993年6月23日，天津市代谢病防治中心在天津医学院奠基。1994年6月，天津医学院与天津第二医学院合并，组建天津医科大学。1994年11月9日，中日两国政府在北京举行无偿援助天津医科大学代谢病医院项目签字仪式。日本政府无偿捐赠价值5.04亿日元的医疗设备，天津市政府出资4000万元人民币用于基础设施建设，中日双方共同建设天津医科大学代谢病医院。
1997年，经国家卫生部批准，天津市内分泌研究所组建“卫生部激素与发育重点实验室”。
1998年7月7日，天津医科大学代谢病医院在天津市和平区同安道66号天津医科大学正式开诊。
2004年，天津医科大学批准天津医科大学代谢病医院与挂靠天津医科大学的天津市内分泌研究所合并。
2014年，天津医科大学代谢病医院通过评审，晋升为三级甲等医院。2015年，天津医科大学代谢病医院与天津市内分泌研究所共同组建天津市代谢性疾病重点实验室。
2018年11月5日，天津市内分泌研究所成立40周年学术研讨会暨“朱宪彝讲坛”在天津医科大学举办。
2019年6月16日，天津医科大学代谢病医院迁至北辰区新院址。为纪念中国内分泌学科创始人之一、天津医科大学和天津市内分泌研究所的创始人朱宪彝教授，医院新增“天津医科大学朱宪彝纪念医院”为第一名称。
2020年2月，因应冠狀病毒病疫情，天津医科大学朱宪彝医院增设发热门诊。